# Hermann Schmalzried
Hermann Schmalzried (* 21. Januar 1932 in Koblenz) ist ein deutscher Chemiker (Physikalische Chemie, Festkörperchemie).

## Leben
Schmalzried erhielt sein Diplom (mit einer Diplomarbeit über die Fluoreszenz von Benzpyren) bei Theodor Förster an der Universität Stuttgart und wurde 1958 am Röntgen-Institut der Universität Stuttgart bei Richard Glocker (1890–1978) promoviert und war als Post-Doktorand bei Carl Wagner am Max-Planck-Institut für biophysikalische Chemie in Göttingen, einem Pionier der Festkörperchemie. Er habilitierte sich 1966 an der Technischen Hochschule Hannover (Fehlordnung in ternären Ionenkristallen). Er wurde 1966 ordentlicher Professor an der TU Clausthal und 1975 an der TH Hannover.
Er war Courtesy Professor an der Cornell University und Schottky-Professor an der Stanford University.
Er schrieb zwei Lehrbücher über chemische Reaktionen in Festkörpern, die international Standardwerke waren. Außerdem befasste er sich mit Thermodynamik von Festkörpern und Elektrochemie. Seine Gruppe arbeitete eng mit der Gruppe von Alan Lidiard in England zusammen.
1994 erhielt er die Wilhelm-Jost-Gedächtnismedaille und 2013 die Bunsen-Denkmünze. Er ist "Auswärtiges Wissenschaftliches Mitglied" des Max-Planck-Instituts für Biophysikalische Chemie in Göttingen, Mitglied der Göttinger Akademie der Wissenschaften, der Leopoldina, korrespondierendes Mitglied der Österreichischen Akademie der Wissenschaften und Mitglied der Academia Europaea (1989). Er ist Ehrendoktor in Stuttgart.

## Schriften
- Festkörperreaktionen. Chemie des festen Zustands, Verlag Chemie, Weinheim 1971
  - englische Ausgabe: Solid State Reactions, Verlag Chemie, Weinheim, 1974, 1981
- Chemical Kinetics of Solids, VCH Weinheim 1995
- mit Alexandra Navrotsky: Festkörperthermodynamik. Chemie des festen Zustands, Wiley-VCH 1982